# Louis Leygue
Louis Leygue o Louis-Georges-Ernest Leygue (Bourg-en-Bresse, 1905 - 1992) escultor francés cubista y grabador.

## Biografía
Louis Leygue nace en agosto de 1905 en Bourg-en-Bresse. Siendo niño, su familia se traslada a Alfortville, cerca de París. Fue alumno en el Liceo Carlomagno en París.
Estudia arte en la Escuela Nacional Superior de Artes Decorativas. En la École des Beaux-Arts de París, fue alumno de Robert Wlérick, Jules Coutan, François-Léon Sicard y Paul Landowski, con el que se volvió a encontrar en la Villa Médici de Roma. Obtuvo el Premio de Roma a la edad de 26 años (1931).
En 1932, se fue a Roma, pero regresó de nuevo a Francia, instalándose en Naveil , población adyacente a Vendôme, en el Loir-et-Cher, por razones de salud.
Se casa con una estudiante de Bellas Artes, Marianne Cochet. Tienen dos hijos. Abrirán un museo en Vendôme que ofrecerán a la ciudad.
Sus obras representan figuras monumentales, figuras humanas y animales, incluyendo caballos. El caballo ocupará un lugar especial en su labor artística. Está influido por el cubismo.
En 1938, se trasladó a Canadá donde realiza un gran relieve para la nueva embajada de Francia en Otawa. Regresó a Francia poco antes de la Segunda Guerra Mundial.
En 1941, Louis Leygue fue detenido por la Gestapo, en régimen de aislamiento en Fresnes y luego deportado a Alemania.
De regreso en Francia, se convirtió en profesor en la École des Beaux-Arts de París.
En 1948, la Comisión de deportados de Nantua le solicitó la realización de un Monumento del Recuerdo, como antiguo deportado, creó una poderosa obra en las orillas del lago de Nantua, corazón de la resistencia.
En los años cincuenta, el taller artístico en Naveil se convierte en el foco central de su trabajo.
En 1954 realiza el ave fénix de la Universidad de Caen. Universidad, que fue destruida durante los bombardeos de la Segunda Guerra Mundial, y que revivió de sus cenizas como el ave fénix.

En los años sesenta, realizó encargos de esculturas para muchas ciudades en Francia (Aviñón, Cachan, Caen, Coutances, Dijon, Orleans, Reims, Saint-Die y París (donde dirigió, entre otros proyectos la realización de la figura de un toro para la Ecole des arts et métiers, así como dos grandes composiciones parietales para el gran auditorio de la Maison de Radio France)
En 1969, es elegido miembro de la Academia de Bellas Artes.
Lleva a cabo las medallas de la Monnaie de Paris.
También realizó las espadas para los Académicos.
En 1971, esculpe "les Corolles" para el distrito de Paris-La Défense.
En 1985, ofrece la estatua del «Cavalier Tombé», que se erige frente al ayuntamiento de Vendôme. Asimismo, enriquece la Iglesia de Vendôme con sus esculturas 
El mismo año, emitió el discurso inaugural del escultor Jean Cardot en la Academia de Bellas Artes.
Diseña , por otro lado , una serie de bocetos y los movimientos de los seres humanos y caballos.
Termina sus días en el presbiterio de Naveil que tanto amaba.
El 2 de marzo de 1992, Louis-Georges Leygue muere.
En 1994, el escultor Antoine Poncet hace un homenaje a Luis Leygues durante su entronización en la Academia de Bellas Artes.
El taller que Louis-Georges Leygues se hizo construir en Naveil para su trabajo, actualmente alberga un museo que está dedicado a la obra del escultor y grabador influido por el cubismo.

## Exposiciones de sus obras
Sus obras están presentes en museos en Francia y en el extranjero: 
- Musée National d'Art Moderne en el Centro Pompidou
- Musée d'art moderne de la Ville de Paris en el Palais de Tokyo.
- Musée de la Monnaie de Paris
- Museo Castillo de Blois
- Museo des Années 30, Boulogne-Billancourt
- Museo de Brou, Bourg-en-Bresse
- Museo de Calais
- Museo de Fontainebleau
- Museo del caballo, Maisons-Laffitte
- Museo de Menton
- Musée Despiau-Wlérick en Mont-de-Marsan
- Taller Museo de Naveil
- Museo de Orléans, Parque de la Source
- Museo de Vendôme
- Museo Château de Versailles
- Embajada de Francia, Ottawa
- Embajada de Francia, Tokio
- Palais Taverna, Roma
- Palacio de Justicia, Abiyán

## Recursos
1. ↑  «Caen au XXème siècle». Archivado desde el original el 28 de febrero de 2009.
2. ↑  Atelier-musée Louis Leygue 106 rue des Venages, 41100 Naveil